# Galium bungei
Galium bungei är en måreväxtart som beskrevs av Ernst Gottlieb von Steudel. Galium bungei ingår i släktet måror, och familjen måreväxter.

## Underarter
Arten delas in i följande underarter:
- G. b. angustifolium
- G. b. bungei
- G. b. hispidum
- G. b. punduanoides
- G. b. setuliflorum
- G. b. trachyspermum